# Fredrik Barth

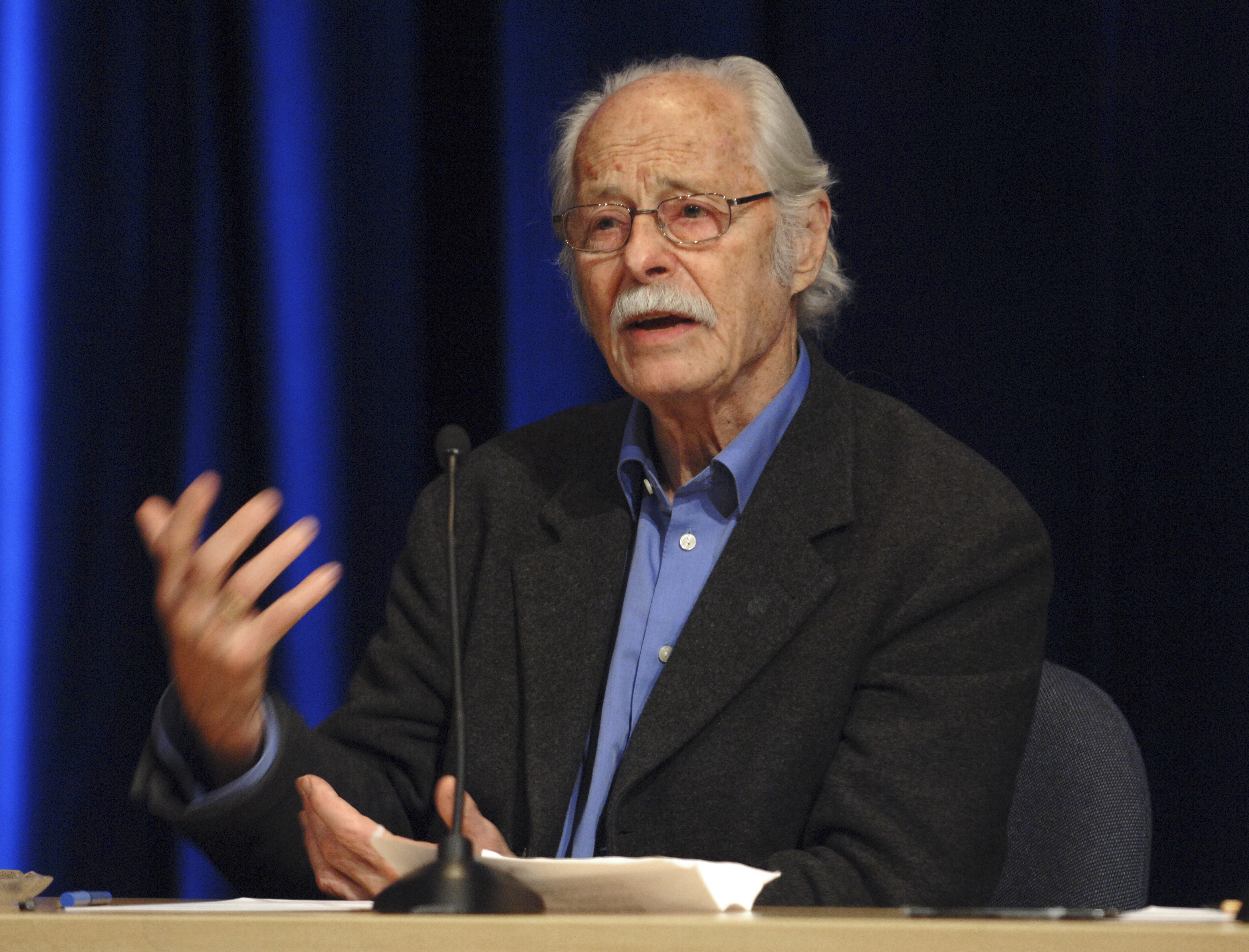
Fredrik Barth.

Fredrik Thomas Weybye Barth, född 22 december 1928 i Leipzig i Tyskland, död 24 januari 2016 i Oslo, var en norsk socialantropolog. Han var son till geologen Thomas Barth.

## Biografi
Barth studerade vid universiteten i Chicago, London och Cambridge. Han var professor i Bergen 1965–1974, chef för etnografiska museet i Oslo 1974–1985 och innehavare av en personlig professur från 1985.
Barth utförde fältarbeten på flera platser, framför allt i Asien, alltifrån irakiska Kurdistan och södra Iran till Bhutan och Bali. Hans första fullskaliga monografi, Political Leadership among Swat Pathans (1959), var ett viktigt bidrag till den då pågående kritiken av strukturfunktionalismen. Med stöd i spelteori och aktörorienterade modeller om maximering analyserar Barth politik, inte som ett medel för social integration, utan som ett verktyg för individer i deras maximering av makt. Models of Social Organization (1966) är en teoretisk essä som presenterar ett dynamiskt aktörsbaserat alternativ till de orubbliga modellerna för kultur och samhälle som då ännu gällde inom brittisk socialantropologi. Barth har även varit redaktör för och bidragit till viktiga böcker i studiet av etnicitet (Ethnic Groups and Boundaries, 1969) och forskningsstrategier i komplexa sociala system (Scale and Social Organization, 1978).
Sedan 1970-talet arbetade Barth huvudsakligen med frågor rörande kunskapsspridning och dess konsekvenser för föreställningar om kultur och samhälle. Ritual and Knowledge among the Baktaman (1975) och Cosmologies in the Making (1987) är baserade på fältarbeten på Nya Guinea, medan Balinese Worlds (1993) utmanar en utbredd åsikt om den balinesiska kulturens föregivna homogenitet och likformighet. Här utvecklar Barth en generativ modell av den balinesiska kulturen, en modell som försöker visa hur olikhet snarare än likhet skapas. 
Barth satte en avgörande prägel på norsk antropologi och blev internationellt erkänd som betydande teoretiker inom sitt område. Han förespråkade en transaktionsanalys, enligt vilken människans agerande tolkas som resultat av olika ekonomiska, politiska, sociala och kulturella begränsningar i interaktion med andra; ett synsätt som på 1960-talet även vann insteg i svensk antropologi.

### Etnicitet som social organisation
För Barth utgjorde etniska grupper inte i första hand kulturbärande enheter utan en form av social organisation. Det essentiella är inte att medlemmarna uppvisar identiska kulturdrag, utan att de för det första identifierar sig själva (och identifieras av andra) på grundval av sin etniska identitet, det vill säga på grundval av sitt gemensamma ursprung och kulturella bakgrund som en särskild kategori människor, och att de för det andra också använder sig av dessa etniska kriterier för att kategorisera sig själva och andra i den interetniska interaktionen.
Etnicitet är följaktligen inte bara summan av en grupps iakttagbara kulturella särdrag. Begreppet står istället för det sätt på vilket etniska grupper organiserar den interetniska interaktionen med hjälp av etniska kategorier. Kännetecknande för den interetniska organisationen är att människorna aldrig lägger hela sin kulturella repertoar i vågskålen i mötet med "de andra" utan att de väljer de etniska kriterier som de anser vara relevanta och betydelsefulla som gränsmarkörer i respektive interetniska kontext. 
"Etnisk gräns" är ett centralt begrepp hos Barth. Människornas känsla av att vara delar i en kultur som skiljer sig från andra utgör enligt honom den grundläggande organisationsprincipen i deras interaktion med omvärlden. Den etniska gränsen är av avgörande betydelse för gruppens överlevnad. Faller tudelningen mellan "vi" och "de andra" bort, upphör också den etniska gruppen som sådan att existera.